# Ара червоноплечий
Ара червоноплечий (Diopsittaca nobilis) — вид папугоподібних птахів родини папугових (Psittacidae). Поширений в Південній Америці.

## Поширення
Вид поширений у Венесуелі, Гаяні, Болівії, Бразилії та південно-східному краї Перу. Мешкає у тропічних низовинах, саванах і болотистих районах.

## Опис
Птах завдовжки до 30 см. Має довгий тонкий хвіст і велику голову. Тіло вкрите яскраво-зеленим пір'ям, але на голові, трохи вище дзьоба, є темно-сині або шиферно-блакитні пір'їни. Крила і хвіст яскраво-зелені зверху і оливково-зелені знизу. Зовнішні краї крил, особливо нижній, червоні. Ці червоні пір'їни з'являються в період статевого дозрівання. Очі помаранчеві, а шкіра навколо них, позбавлена пір'я, біла.

## Спосіб життя
Гніздиться в дуплах дерев. Кладка складається з трьох-чотирьох яєць. Насиджує самиця впродовж 24-26 днів. Пташенята оперяються через 54 дні після вилуплення.